# Marcus Calpurnius Piso
Marcus Calpurnius Piso war ein in der ersten Hälfte des 1. Jahrhunderts n. Chr. lebendes Mitglied des römischen Plebejergeschlechts der Calpurnier sowie des Senats.

## Leben
Marcus Calpurnius Piso war der jüngere Sohn des Konsuls von 7 v. Chr., Gnaeus Calpurnius Piso, und dessen Gattin Munatia Plancina sowie der jüngere Bruder des Konsuls von 27 n. Chr., Lucius Calpurnius Piso, der ursprünglich das Pränomen Gnaeus geführt hatte.
Marcus Piso reiste noch als Jugendlicher mit seinem Vater in den Orient, nachdem dieser 17 n. Chr. von Kaiser Tiberius zum Statthalter der Provinz Syria ernannt worden war. In der Folge kam es zu heftigen Streitigkeiten zwischen Augustus’ Großneffen Germanicus und dem syrischen Statthalter. Nach Germanicus’ Tod (10. Oktober 19) geriet Gnaeus Piso in Verdacht, den Prinzen vergiftet zu haben. Er wollte in seine Provinz zurückkehren, die er zuvor verlassen hatte, und handelte dabei entgegen dem Ansinnen seines Sohnes Marcus, der ihm vielmehr geraten hatte, sich nach Rom zu begeben. Dennoch unterstützte Marcus Piso seinen Vater bei dessen vergeblichem Bemühen, mit militärischen Mitteln wieder die Macht in Syria an sich zu reißen.
Auf Veranlassung seines Vaters reiste Marcus Piso im Jahr 20 nach Rom voraus, um den Kaiser zu beschwichtigen. Tiberius zeigte sich ihm gegenüber auch zuvorkommend. Der Princeps entsprach ferner einem brieflichen Wunsch von Gnaeus Piso, dessen Sohn die Protektion nicht zu verwehren, und bewahrte daher Marcus Piso vor einer vom Konsul Marcus Aurelius Cotta Maximus Messalinus geforderten sehr strengen Bestrafung. So durfte Marcus Piso das Erbe seines Vaters antreten und seinen Rang behalten.
Die weiteren Lebensumstände des Marcus Piso sind nicht überliefert.